# Алашкевич, Юрий Давыдович
Юрий Давыдович Алашкевич (16 апреля 1940 года, Хабаровск, РСФСР, СССР) — советский и российский учёный-педагог, академик РАО (2019).

## Образование
В 1959 году — окончил лесотехнический техникум в Улан-Удэ, в 1964 году — Сибирский технологический институт (Красноярск).
В 1970 году окончил аспирантуру Ленинградского технического института им. Ленсовета.
С 1983 по 1987 год проходил докторантуру в Ленинградском технологическом институте целлюлозно-бумажной промышленности.

## Карьера
В 1964 году, после окончания учёбы, был приглашён на работу в Сибирский технологический институт, где прошёл путь от ассистента до заведующего кафедрой машин и аппаратов химических производств и декана факультета
переработки природных соединений.
С 1992 по 2000 год работал в ОАО «Сибэласт», где последовательно занимал должности главного инженера, первого заместителя генерального директора, исполняющего обязанности генерального директора завода.
Одновременно продолжал свою педагогическую деятельность в университете в должности заведующего кафедрой, профессора. По инициативе Юрия Алашкевича и при его участии в СибГТУ на кафедре машин и аппаратов промышленных технологий были открыты специальности «Профессиональное обучение» (1987), «Машины и аппараты пищевых производств» (1994), «Оборудование нефте-газопереработки». На 2010 год под руководством Алашкевича было подготовлено более 2880 специалистов, созданы аспирантура и докторантура в ВУЗе.
На 2025 год — профессор кафедры машин и аппаратов промышленных технологий СибГУ имени академика М. Ф. Решетнёва.

## Научная деятельность
В 1970 году защитил кандидатскую диссертацию на тему «Исследование гидродинамического давления в процессе размола волокон в ножевых размалывающих машинах».
В 1973 году присвоено звание доцента.
В 1987 году защитил докторскую диссертации на тему «Основы теории гидродинамической обработки волокнистых материалов».
В 1988 году присвоено учёное звание профессора.
В 2016 году избран членом-корреспондентом, а 2019 году — академиком РАО от Отделения профессионального образования.
Создатель одного из научных направлений в области глубокой химической переработки древесины.
Автор более 400 научных трудов, в числе которых 29 учебных пособий, 11 монографий, а также 33 авторских свидетельства и патента, большинство из которых внедрены на предприятиях страны.
Под его научным руководством защищены 20 кандидатских и две докторские диссертации, он является председателем диссертационного совета.
Член редакционной коллегии научного журнала «Химия растительного сырья».
Избранные труды
- монография «Гидродинамические явления при размоле волокнистых полуфабрикатов в ножевых размалывающих машинах»
- учебное пособие «Теория и конструкция машин и оборудования отрасли»
- учебник «Введение в общую экономику и организацию производства» — в двух томах

## Награды
- Медаль  «Ветеран труда» (1988)[1]
- Отраслевой знак «За отличные успехи в работе» (1990)[1]
- Почётное звание «Заслуженный работник высшей школы Российской Федерации» (2009)[1]
- Почётное звание «Лучший профессор СибГТУ» (2009)[1]
- Медаль ордена «За заслуги перед Отечеством» II степени (2016)[4]